# الهجر (الجوف)
الهجر هي إحدى قرى الجمهورية اليمنية. تتبع جغرافيا لمحافظة الجوف و إداريًا لمديرية خراب المراشي. يبلغ تعداد سكانها 1113 نسمة حسب الإحصاء الذي أجري عام 2004.